# Ernest Palmer
Ernest Palmer (Kansas City, 6 de dezembro de 1885 — Pacific Palisades, 22 de fevereiro de 1978) é um diretor de fotografia estadunidense. Venceu o Oscar de melhor fotografia na edição de 1942 por Blood and Sand.